# Nyabukugutu
Nyabukugutu är ett vattendrag i Burundi.   Det ligger i provinsen Muyinga, i den nordöstra delen av landet, 110 km öster om huvudstaden Bujumbura.
Omgivningarna runt Nyabukugutu är en mosaik av jordbruksmark och naturlig växtlighet. Runt Nyabukugutu är det ganska tätbefolkat, med 222 invånare per kvadratkilometer.